# Gangbé Brass Band

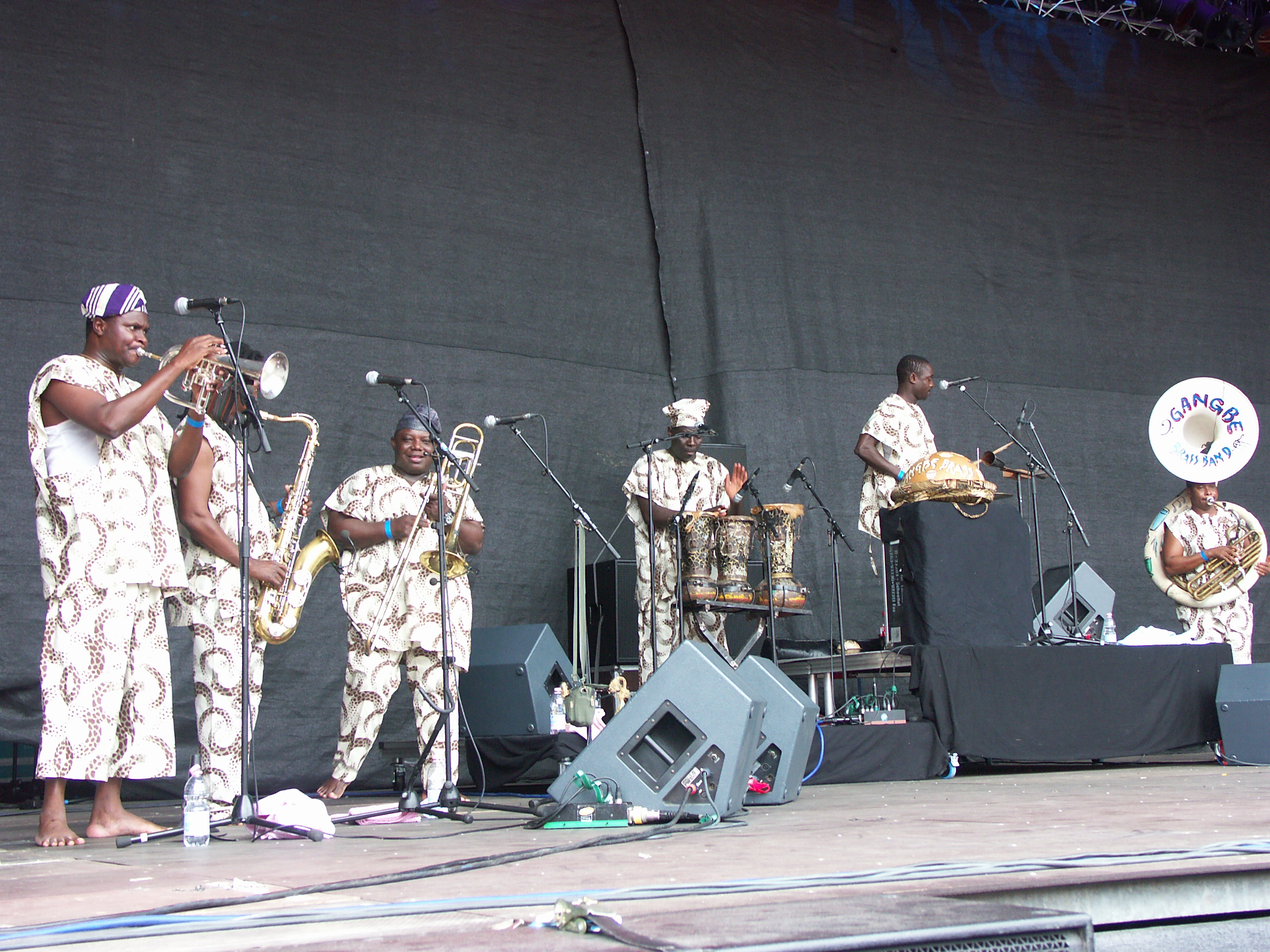
Gangbé Brass Band en el Bardentreffen de Núremberg 2009

Gangbé Brass Band es un grupo musical beninés de 10 miembros fundado en 1994. La palabra «gangbe» significa «sonido de metal» en el idioma Fon. Ellos combinan jùjú de África occidental y música vudú tradicional con jazz occidental y sonidos de big band. Su inusual instrumentación (trompeta, trombón y sousafón, junto con percusión de África occidental y canto) es, hasta cierto punto, parte del legado colonial de África occidental; Los oficiales coloniales franceses importaron instrumentos de metal y entrenaron a músicos locales para tocar música militar y de salón de baile al estilo europeo. Gangbe lanzó seis álbumes: «Gangbe» (1998), «Togbe» (2001), «Whendo» (2004), «Assiko» (2008), «Go slow to Lagos» (2015) y «Nod (New Orleans Dream)», y realizó numerosas giras por Europa y América del norte.

## Discografía
Álbumes
- Gangbe (1998)
- Togbe (2001)
- Whendo (2004)
- Assiko (2008)
- Go Slow to Lagos (2015)
- Nod (New Orleans Dream) (2020)

Artista colaborador
- Cicada (2011)
- The Rough Guide To Voodoo (2012)
- Celia (álbum de Angelique Kidjo) (2019)